# Izamal
Izamal (del maya: Itzmal ‘Rocío del cielo’) es una ciudad cabecera del municipio homónimo ubicada en la región centro del estado mexicano de Yucatán, a una distancia de aproximadamente 70 kilómetros al este de Mérida, la capital del estado. Según el censo del INEGI llevado a cabo en 2020, en ese año contaba con una población de cerca de 18 mil habitantes.
Se le conoce como "La ciudad de los cerros"  por poseer en su territorio importantes vestigios arqueológicos entre los que destacan 5 pirámides mayas de gran tamaño que durante mucho tiempo, antes de ser expuestas, fueron considerados "cerros" por los lugareños. También se le ha llamado la "Ciudad de las tres culturas", como apunta el cronista de la ciudad de Izamal, por contar con vigorosa herencia cultural de la época prehispánica, de la colonial y del México contemporáneo.
En 2002 Izamal fue incluida en la lista del programa Pueblos Mágicos de México, siendo la primera en recibir este nombramiento en el estado de Yucatán. Además, desde 2008 se encuentra en la lista Indicativa a ser Patrimonio de la Humanidad de México.

## Historia

### Época precolombina

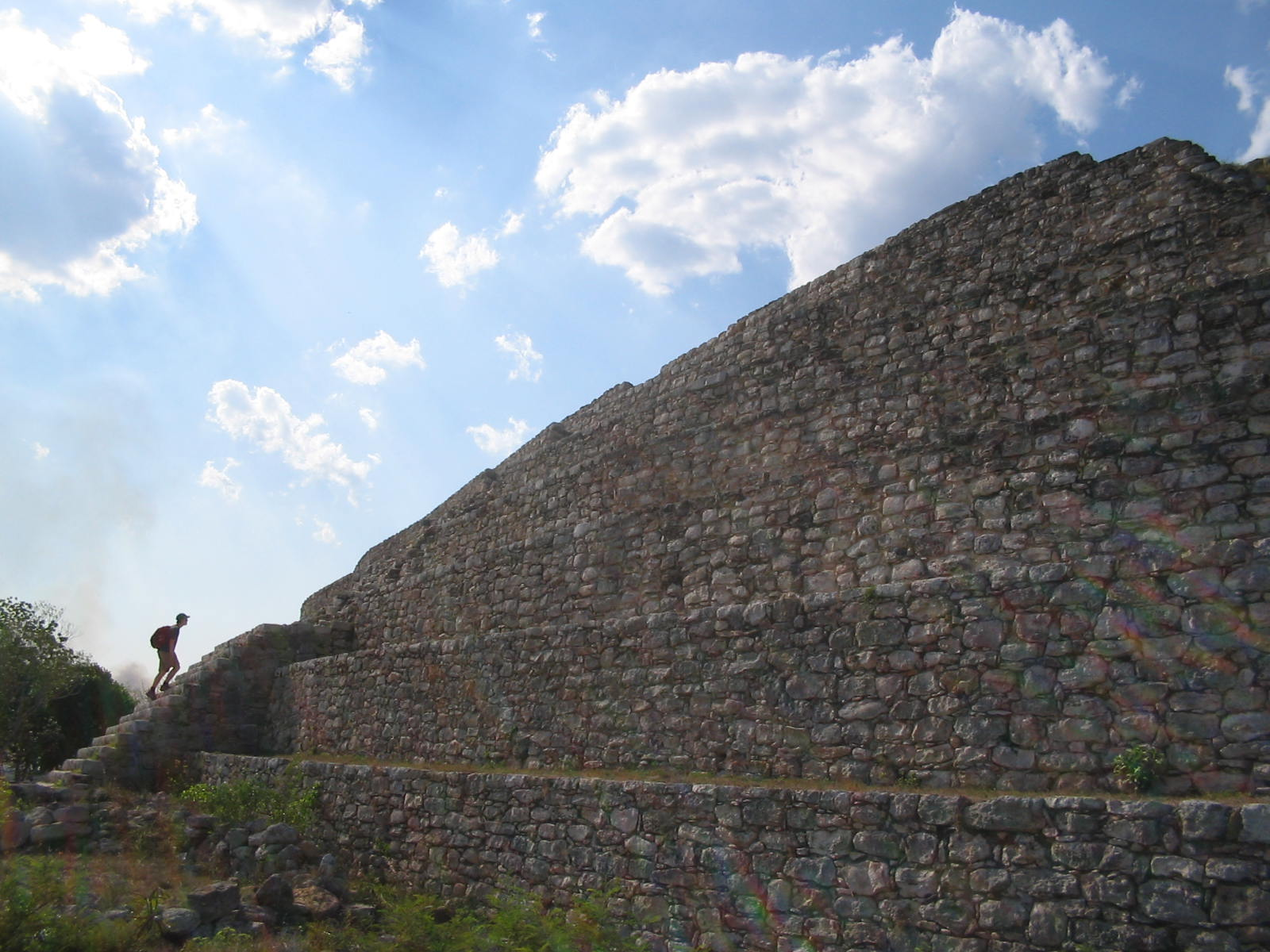
Pirámide de Kinich Kakmó.

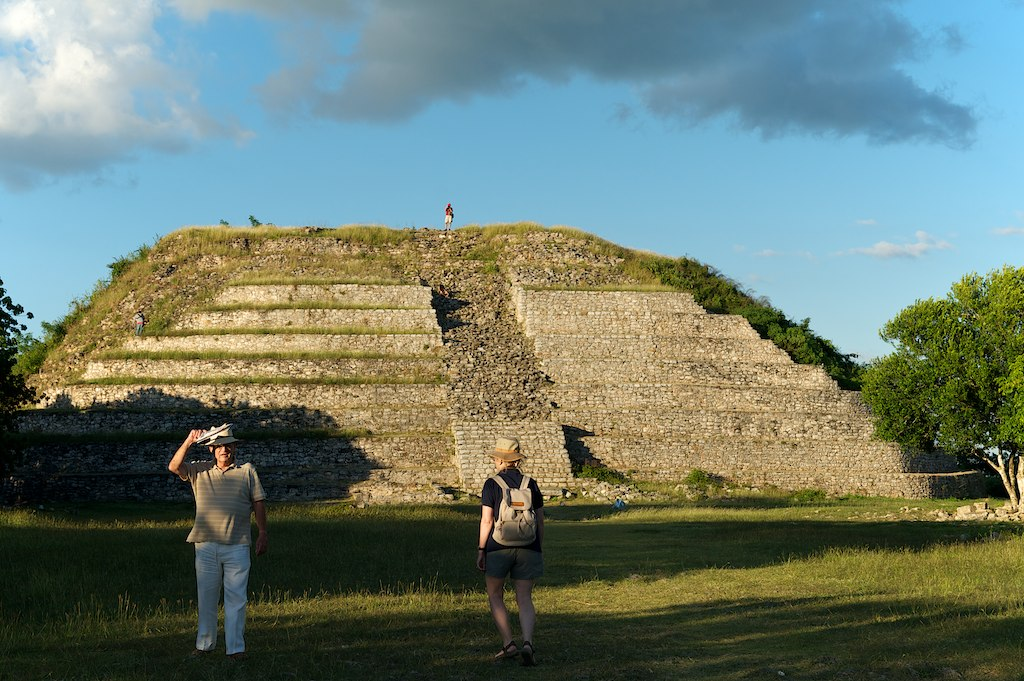
Vista de la porción superior de la pirámide de Kinich Kakmó.

Izamal fue uno de los sitios importantes de la civilización maya. Un gran asentamiento en las planicies del norte de la península de Yucatán. El tamaño de sus edificios y la red de caminos sacbés (camino blanco construido en la antigüedad maya) son evidencia del poder religioso, político y económico que esta ciudad tuvo sobre el vasto territorio del Mayab. Desarrolló una técnica constructiva particular basada en el empleo de bloques megalíticos, con esquinas redondeadas, molduras en delantal. Se estima que los asentamientos humanos iniciaron alrededor del año 750 a. C., sin embargo, la ciudad se fundó con la llegada de los Chanes, pueblo maya venido de Bacalar, más tarde denominado pueblo Itzá, hacia el año 550 d. C. La ciudad permanece habitada hasta antes de la conquista. Zamná, sacerdote llegado con los Chanes, después elevado a deidad en el panteón maya, vive y muere en ella.
Al igual que muchas grandes ciudades y centros poblacionales, Izamal fue parcialmente abandonada después de la destrucción de la liga de Mayapán, en el periodo posclásico (cronología mesoamericana), hacia el siglo XII. Por esta razón a la llegada de los españoles el lugar se hallaba prácticamente deshabitado.  Era un importante centro de peregrinación dado que ahí se veneraba a Itzamná o Zamná, "Rocío del cielo", el sacerdote patriarca de los itzá. A la llegada de los españoles, la importancia de la ciudad motivó la construcción superpuesta de un gran convento franciscano utilizando los materiales de una de sus cinco grandes pirámides.
La pirámide denominada de Kinich Kakmó es visible a una distancia considerable en todas direcciones. Es una gran estructura de diez niveles dedicada a la deidad solar maya, construida encima de una enorme base. Hacia el sudeste se encuentra otra gran pirámide llamada Itzamatul. El lado suroeste de la plaza central es limitada por otra pirámide conocida como Hun Pik Tok y en el oeste el espacio público se cierra con el templo del Kabul, donde una gran máscarón de estuco del sacerdote-dios Itzamná todavía existía sobre uno de sus costados hasta los años 1840, cuando Frederick Catherwood hizo un dibujo que fue publicado por John Lloyd Stephens.
Todos estos montículos son testigos de un proceso de superposiciones de edificios que duró varios siglos y que originalmente soportaron una serie de templos y palacios. Otros importantes edificios que han sido restaurados y pueden ser visitados son conocidos como Tuul (El Conejo), Habuc y Chaltun Ha. En el centro de Izamal en el lugar donde hoy está el convento franciscano estaba la pirámide Pap Hol Chack.
Después de años de trabajos, se han descubierto una gran cantidad de estructuras arqueológicas en la zona urbana y sus alrededores, calculadas en más de un centenar en la región que formaba parte, antes de la llegada de los conquistadores españoles del cacicazgo maya llamado Ah Kin Chel.

### Época virreinal

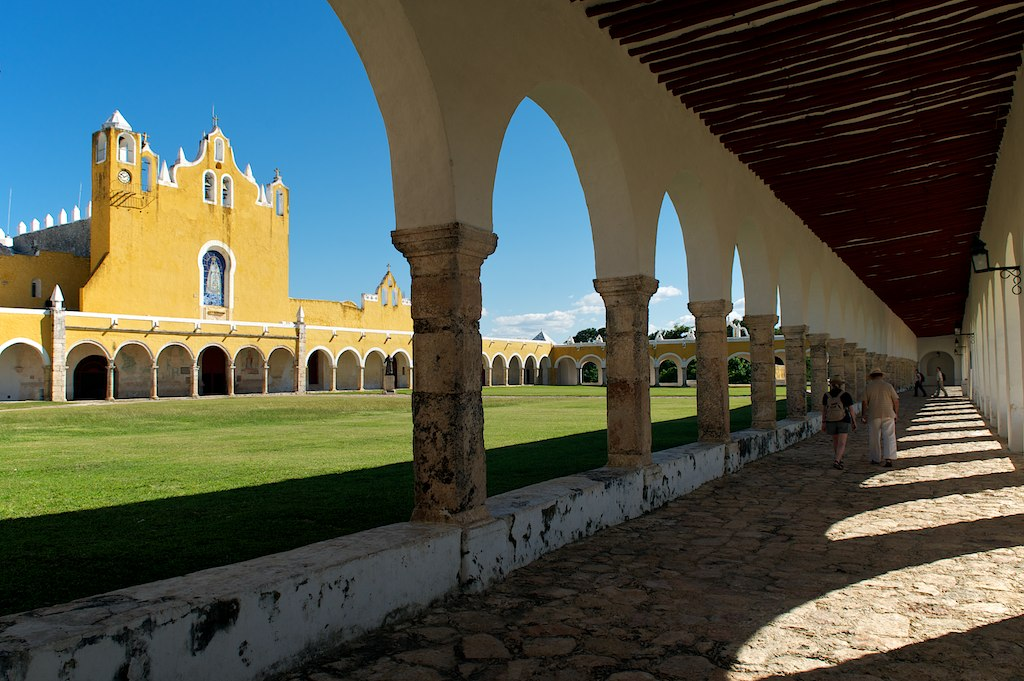
Convento franciscano de Izamal,

Después de la conquista española de Yucatán, los conquistadores establecen el régimen de encomienda en el pueblo de Izamal entre los años 1543 y 1549, mismo que perduró durante toda la época colonial. En el siglo XVI los conquistadores españoles construyeron un templo cristiano encima de una gran pirámide, así como un convento franciscano con el nombre de San Antonio de Padua.
Completado en 1561, el atrio cerrado del conjunto conventual con sus 75 arcos que forman un corredor impresionante que encierra una explanada de 7,806 metros cuadrados, es el segundo más grande del mundo, solo por detrás de la Plaza de San Pedro.
Como en casi todas las ciudades refundadas por los conquistadores en el siglo XVI, la mayor parte de la piedra de corte de la ciudad precolombina con que habían sido construidos los templos mayas, fue reutilizada para construir el convento franciscano y las viviendas coloniales.
El obispo de Yucatán, fraile franciscano Diego de Landa, vivió en esta ciudad hacia 1575, dirigió la construcción del convento y trajo la imagen de la virgen de la Inmaculada Concepción, Nuestra Señora de Yucatán o Virgen de Izamal, desde Guatemala. Fue el responsable también de la quema de libros y objetos religiosos mayas, hecho conocido como el auto de fe de Maní, que a su entender y decir, obstaculizaban la evangelización de los indios en el siglo XVI.
En el entorno de Izamal se fundaron diversas haciendas ganaderas que más tarde, ya no en la época colonial, sino en el México independiente, pasaron a ser parte del conjunto de haciendas que integraron la agroindustria henequenera que durante un siglo y medio, desde 1850, fue la principal actividad económica de la región. Pervive en la actualidad dicha actividad henequenera en la región aunque de manera más limitada.
Entre las viejas haciendas henequeneras ubicadas en las cercanías del municipio de Izamal destacan: Balantún, San José Kanán, San José Chiceh (Chikeh), San José Tecoh, Poccheiná,  Kantirix, Tebec, Tzalancab y otras más. En la actualidad han sido remodeladas algunas de ellas orientándolas hacia la industria turística.

### Época contemporánea
Declarada la independencia de Yucatán en 1840 y su posterior incorporación al resto de la República Mexicana en 1848, Izamal que había sido elevada a villa en 1823 se erige cabecera de la provincia de la Costa que, posteriormente, se convierte en la provincia de Izamal. El 4 de diciembre de 1841 obtiene el título de ciudad, mismo que conserva hasta el 13 de agosto de 1923 en el que se derogan los decretos que la elevaron a las categorías de ciudad y villa, quedando con el rango de pueblo hasta el 1 de diciembre de 1981 en que recuperó su título de ciudad, mismo que hasta hoy conserva.
El Papa Juan Pablo II visitó Izamal en agosto de 1993, donde realizó una misa para los indígenas americanos y coronó la imagen de la Virgen de Izamal.

## Geografía física
Izamal se localiza en las coordenadas 20°55′53″N 89°01′04″O / 20.93139, -89.01778 (20.931389, -89.017778) con una altitud promedio de 12 metros sobre el nivel del mar.

### Relieve e hidrografía
En general, la localidad posee una orografía plana, clasificada como llanura de barrera; sus suelos son generalmente rocosos o cementados. El municipio al que pertenece la ciudad de Izamal se encuentra ubicado en la región hidrológica Yucatán Norte. Sus recursos hidrológicos son proporcionados principalmente por corrientes subterráneas; las cuales son muy comunes en el estado.

### Clima
Predomina el clima cálido subhúmedo con lluvias regulares en verano. La temperatura media anual es de 26 °C, la máxima se registra en el mes de mayo y la mínima se registra en enero. Calman los calores las brisas marinas y los vientos del sur y del oeste.
Las lluvias orientales caen en la época de junio a octubre y son aprovechadas por los campesinos para regar sus milpas y el pasto del ganado. Lo mismo, cuando soplan los nortes caen aguaceros y fuertes lluvias.
| Parámetros climáticos promedio de Izamal | Parámetros climáticos promedio de Izamal | Parámetros climáticos promedio de Izamal | Parámetros climáticos promedio de Izamal | Parámetros climáticos promedio de Izamal | Parámetros climáticos promedio de Izamal | Parámetros climáticos promedio de Izamal | Parámetros climáticos promedio de Izamal | Parámetros climáticos promedio de Izamal | Parámetros climáticos promedio de Izamal | Parámetros climáticos promedio de Izamal | Parámetros climáticos promedio de Izamal | Parámetros climáticos promedio de Izamal | Parámetros climáticos promedio de Izamal |
| Mes                                      | Ene.                                     | Feb.                                     | Mar.                                     | Abr.                                     | May.                                     | Jun.                                     | Jul.                                     | Ago.                                     | Sep.                                     | Oct.                                     | Nov.                                     | Dic.                                     | Anual                                    |
| ---------------------------------------- | ---------------------------------------- | ---------------------------------------- | ---------------------------------------- | ---------------------------------------- | ---------------------------------------- | ---------------------------------------- | ---------------------------------------- | ---------------------------------------- | ---------------------------------------- | ---------------------------------------- | ---------------------------------------- | ---------------------------------------- | ---------------------------------------- |
| Temp. máx. abs. (°C)                     | 39.5                                     | 39                                       | 41                                       | 42.5                                     | 42.5                                     | 43                                       | 39.5                                     | 39.5                                     | 41                                       | 48                                       | 39.5                                     | 39.5                                     | 48                                       |
| Temp. máx. media (°C)                    | 29.8                                     | 31                                       | 32.7                                     | 34.7                                     | 35.2                                     | 34.1                                     | 32.8                                     | 32.7                                     | 33.1                                     | 31.9                                     | 30.6                                     | 30.1                                     | 32.4                                     |
| Temp. media (°C)                         | 26.6                                     | 26.4                                     | 26.5                                     | 27.5                                     | 28.6                                     | 27.8                                     | 26.7                                     | 26.5                                     | 26.5                                     | 26.4                                     | 26.3                                     | 26.1                                     | 26.8                                     |
| Temp. mín. media (°C)                    | 17.2                                     | 17.3                                     | 18.4                                     | 19.8                                     | 21.1                                     | 21.5                                     | 21.3                                     | 21.6                                     | 21.2                                     | 20.2                                     | 19.8                                     | 18.3                                     | 19.8                                     |
| Temp. mín. abs. (°C)                     | 6.5                                      | 0                                        | 2                                        | 9                                        | 2                                        | 2                                        | 10.5                                     | 14                                       | 10.5                                     | 10                                       | 10                                       | 0.9                                      | 0                                        |
| Precipitación total (mm)                 | 30.7                                     | 32.0                                     | 19.1                                     | 22.4                                     | 68.5                                     | 141.7                                    | 128.6                                    | 168.4                                    | 148                                      | 68                                       | 27.3                                     | 24.8                                     | 879.5                                    |
| Fuente: Servicio Meteorológico Nacional. |                                          |                                          |                                          |                                          |                                          |                                          |                                          |                                          |                                          |                                          |                                          |                                          |                                          |

## Patrimonio cultural inmaterial

### Gastronomía
Entre los muchos valores que encontramos en Izamal está su cocina, en el que no pararás de sorprenderte con los sabores de la comida yucateca y sus recetas mestizas: frijol con puerco, chaya con huevo, sopa de lima, papadzules, tamales, joroches y por supuesto la cochinita pibil.

## Demografía
En 2020, la población en Izamal fue de 17,841.
| Gráfica de evolución demográfica de Izamal entre 1900 y 2020 |
|                                                              |
| Población según los censos del INEGI.                        |

## Cultura

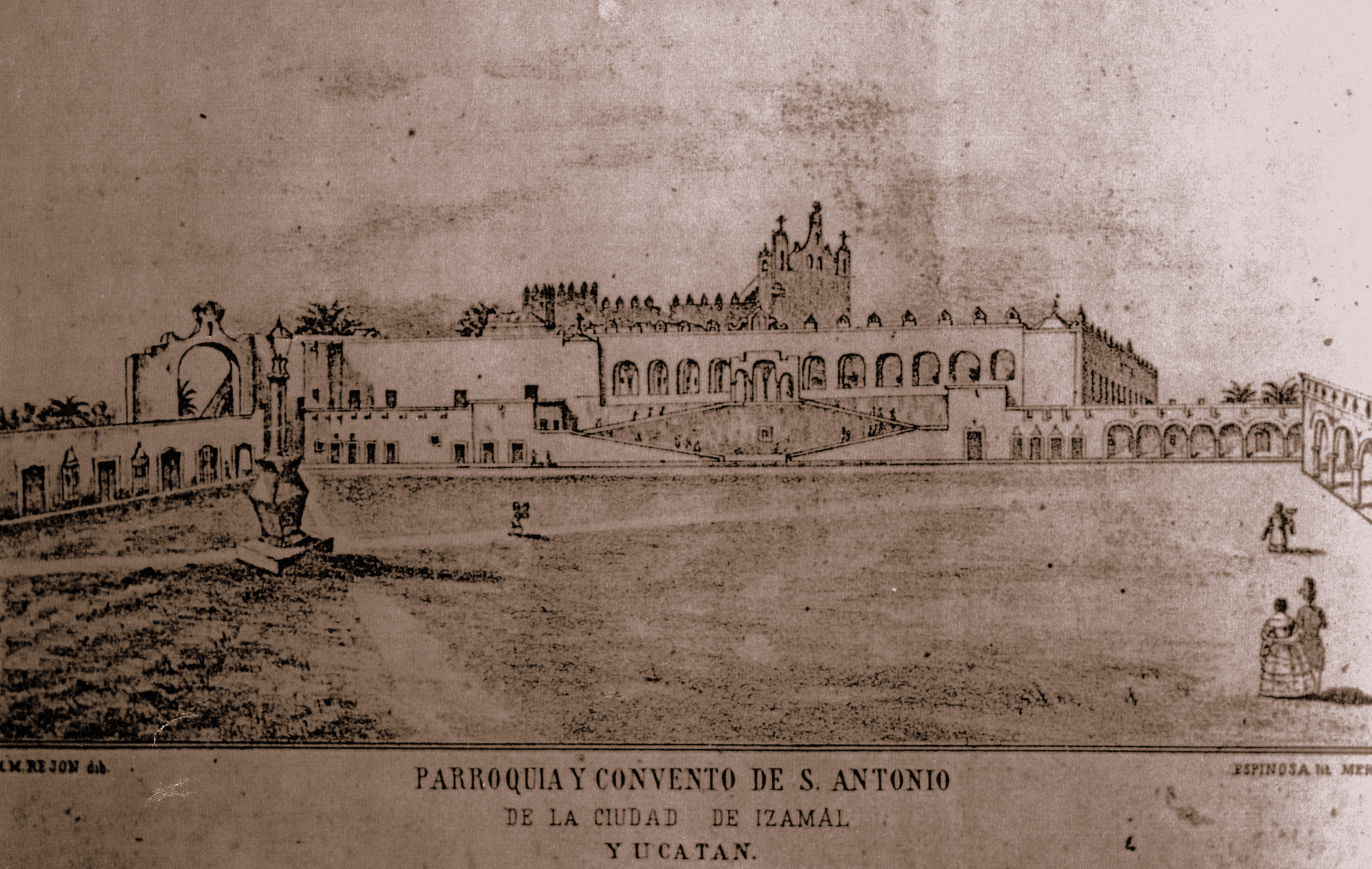
Convento de Izamal visto desde la plaza pública en una litografía del, hacia 1850.

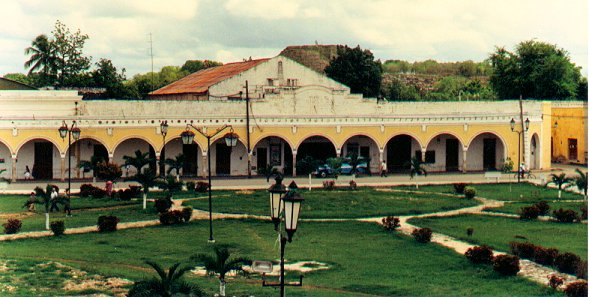
Plaza 5 de mayo vista desde el convento. Al fondo la pirámide de Kinich Kak Mó.

Izamal sigue siendo un lugar de peregrinación religiosa para la grey católica, ya que la imagen que preside el retablo mayor del templo del convento - Nuestra Señora de Izamal - (la Inmaculada Concepción)  ha sido proclamada patrona de Yucatán y se le festeja el 8 de diciembre con una gran fiesta popular. El día 31 de mayo o el fin de semana más cercano se tiene la peregrinación de la Arquidiócesis de Yucatán que así cumple su promesa de llegar cada año a celebrar a su patrona y el 22 de agosto en que se celebra el aniversario de la coronación pontificia de la imagen ocurrida en l949.
La ciudad de Izamal se ha transformado en importante centro turístico que atrae al visitante por su belleza, sus plazas, sus calles, sus ruinas prehispánicas, su bello convento, sus paseos en calesa -localmente de les llama coche victoria-, sus centros artesanales, sus restaurantes y en fin, por su gente, su espíritu de paz y su limpieza. Tiene una buena oferta hotelera para todos las posibilidades económicas. Además, por su estratégica posición es el epicentro ideal para visitar pueblos, playas, cenotes, haciendas de la región, así como la misma Mérida.
La ciudad ha sido denominada "Pueblo Mágico" dentro del programa respectivo de la Secretaría de Turismo del gobierno federal mexicano.
Tiene una biblioteca pública que ofrece el servicio regionalmente, llamada  Antonio Menéndez de la Peña en memoria del educador de origen cubano que vivió, entregó su labor pedagógica y murió en Izamal a principios del siglo XX y que fue fundada por su nieto Miguel Ángel Menéndez Reyes en el año de 1975. Dispone de una Casa de la Cultura que lleva el nombre de Ricardo López Méndez y cuenta asimismo con un museo de artesanías nacionales creado por la Fundación Cultural Banamex en 1985.
En las noches hay un espectáculo de luz y sonido en el atrio del convento franciscano, que se ha convertido en atractivo turístico y en el que se realza el origen maya y colonial de la ciudad.
Existe una destilería que procesa el extracto del agave (henequén), produciendo un licor del henequén, agua de vida, parecida al tequila o al mezcal, y que se vende con el nombre comercial de Izamal.
En la ciudad de Izamal, como en muchos de los pueblos de Yucatán la lengua maya es hablada por la mayoría de sus habitantes.

## Símbolos

Bandera histórica de Yucatán

La bandera de Yucatán, diseñada durante la efímera secesión de Yucatán de territorio mexicano relaciona directamente a Izamal ya que cada una de las cinco estrellas representaba a los cinco provincias en que se dividía Yucatán, por decreto se aceptó el 30 de noviembre de 1840, a saber las provincias son: Mérida, Izamal, Valladolid, Tekax y Campeche. Esta división político-administrativa ya no tiene vigencia en la actualidad. La bandera además consta de un campo verde con cinco estrellas y dos franjas horizontales rojas, teniendo en la parte central una barra blanca.
El escudo que posee la ciudad fue adoptado oficialmente el 11 de diciembre de 1977 y diseñado por el heraldista Juan Francisco Peón Ancona. Refiere el cronista de la ciudad Miguel Vera Lima, que antes de eso, ya existía un blasón que había sido diseñado en ocasión a la declaración de Izamal como Ciudad, en 1842, pero que en circunstancias no bien explicadas se extravió durante los años de la revolución a principios del siglo XX indica el cronista de la Ciudad de Izamal, Miguel Vera Lima, es un Blasón coronado con listón, con la leyenda: Itzmal Kauil, que en idioma maya significa "sagrado rocío del cielo", las palabras están separadas por tres estrellas de ocho puntas, quedando la mayor exactamente en el centro del claro y casi por encima de una cuña cóncava hacia arriba en forma de media luna, presenta la forma clásica de los antiguos blasones reales, lo circunda una especie de jarcia de henequén que forma tres nudos, cuya disposición es: un nudo hacia la diestra del observador, más o menos a la mitad del escudo, el segundo nudo en la parte superior por debajo de la figura en forma de media luna; el tercer nudo hacia la siniestra del observador, exactamente al mismo nivel que el nudo diestro, la soga de henequén parece traslaparse en la parte inferior del nudo. Las figuras que dominan la parte media del escudo son: en la parte superior, pequeña nubecilla de la cual se desprenden tres gotas, justo por debajo de las gotas, cinco pirámides con la siguiente disposición: una (la mayor) en primer plano y cuatro en segundo plano.

## Izamaleños ilustres
Según reseña la crónica de la Ciudad, Izamal ha dado en el pasado reciente personajes importantes que han sabido hacer trascender el nombre de su "patria chica" en otras latitudes. Algunos de ellos son: Crescencio Carrillo y Ancona (1837-1897), pastor de la grey católica yucateca, arqueólogo, historiador y literato. Los hermanos Rodolfo (1850-1928) y Antonio Menéndez de la Peña (1844-1912), junto con la esposa de este último, Ángela González de Menéndez de la Peña (1844-1918), educadores los tres, que aunque tuvieron su cuna en Cuba, entregaron lo mejor de sus vidas para el mejoramiento social y educativo de Izamal y de Yucatán. El doctor Geo Franklyn Gaumer (1850-1929) y su hijo el también doctor Geo Jacobo Gaumer (1882-1968), estadounidenses, investigadores ambos en ciencias naturales y colaboradores activos de la obra Biología Americana, que prestigiaron a Izamal a través del laboratorio químico que ahí sostuvieron. María Canto de Roche (1872-1948), también educadora, recordada por muchas generaciones de yucatecos. Los profesores Tiburcio Mena Osorio (1862-1945) y Edmundo Bolio Ontiveros (1889-1971), escritor y luchador social, combatió por las causas populares junto con el mártir del proletariado Felipe Carrillo Puerto. Arturo Cisneros Canto (1887-1963), jurista, poeta y novelista, colaborador muy cercano de su mentor Felipe Carrillo Puerto, a cuyo lado llegó a procurador de Justicia del Estado de Yucatán, así como a representante de su Estado como diputado federal y senador de la República (1922 y 1927); culminando su trayectoria jurídica como ministro de la Suprema Corte de Justicia de La Nación (1928-1934); siendo además consultor para la redacción de los derechos obreros de la primera Ley Federal del Trabajo; maestro y guía de infinidad de abogados de México. José de la Luz Mena, maestro, exponente en las primeras décadas del siglo XX de la escuela racionalista. Gustavo Reyes Domínguez (1892-1964), empresario que impulsó el desarrollo económico de la ciudad. Miguel Ángel Menéndez Reyes (1904-1982), periodista, poeta, escritor, Premio Nacional de Literatura con su novela Nayar, político y diplomático. Ricardo López Méndez (1903-1989) "El Vate", poeta, locutor, publicista, autor de "El Credo" y de poemas musicalizados como "Nunca" y "Amor, amor".

## Datos del municipio de Izamal
El municipio de Izamal es uno de los 106 municipios del Estado de Yucatán, México ubicado en la parte central hacia el norte de la península de Yucatán. Cuenta con una población de ca. 28,555 habitantes de acuerdo al más reciente censo poblacional que data de 2020. Población mayoritariamente de origen maya, bilingüe idioma maya-español.

## Relaciones Internacionales

### Hermanamientos
- Acambaro México (2011)[20][21]
- Salinas, Ecuador (2014)[22]
- Acapulco, México (2022)[23]
- Taxco, México (2022)[24]
- San Cristóbal de las Casas, México[25]

## Imágenes de Izamal

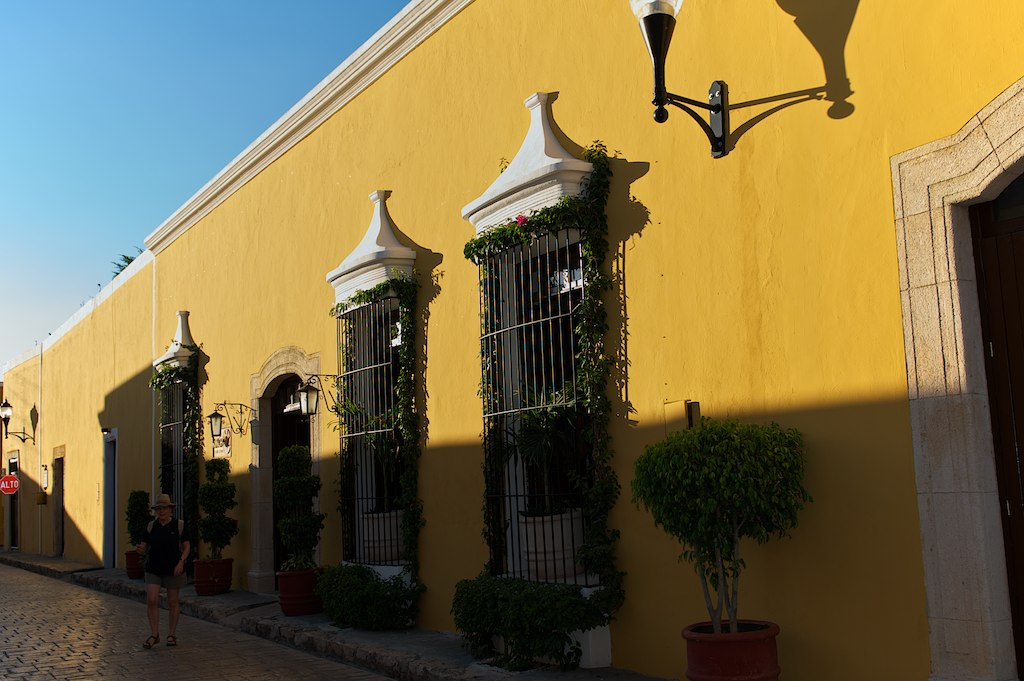
Una casona de la calle 27 en Izamal.
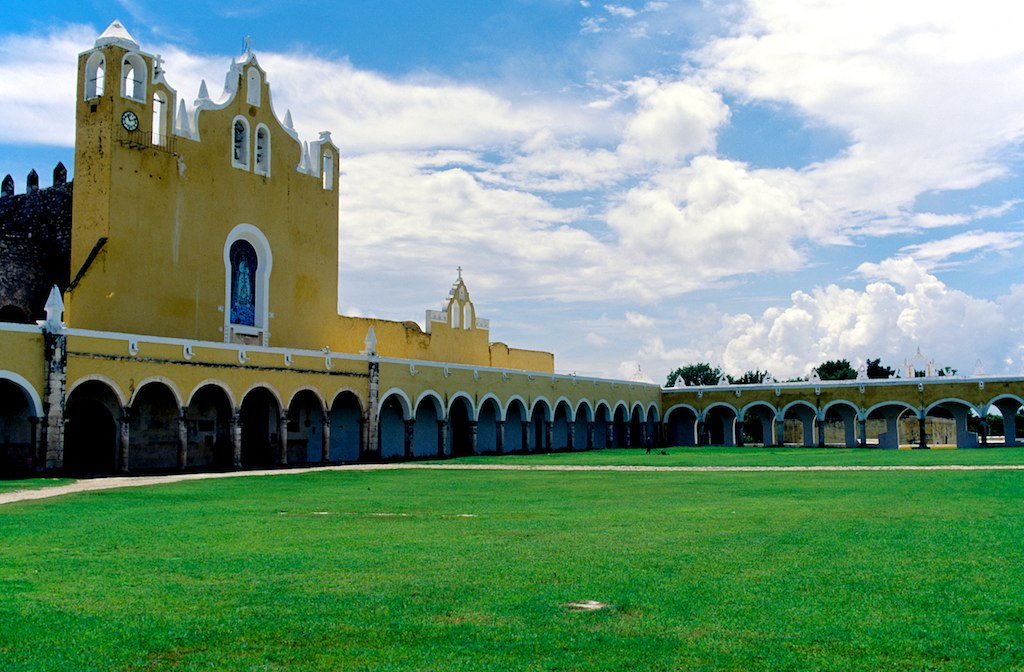
Vista del convento de San Francisco, en Izamal.
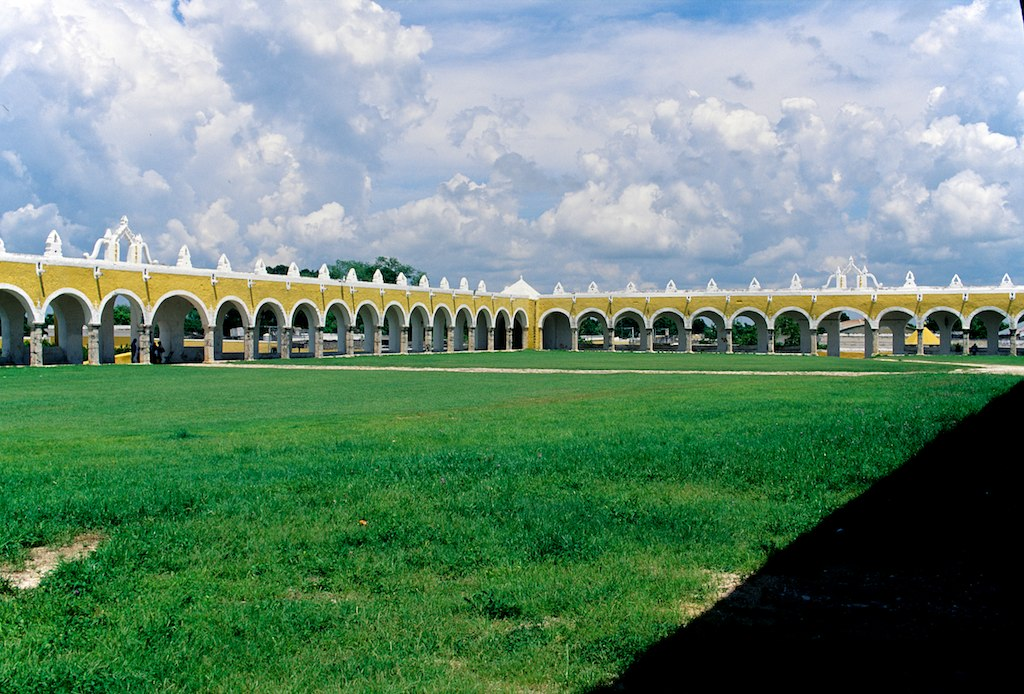
Atrio del convento franciscano del siglo XVI.
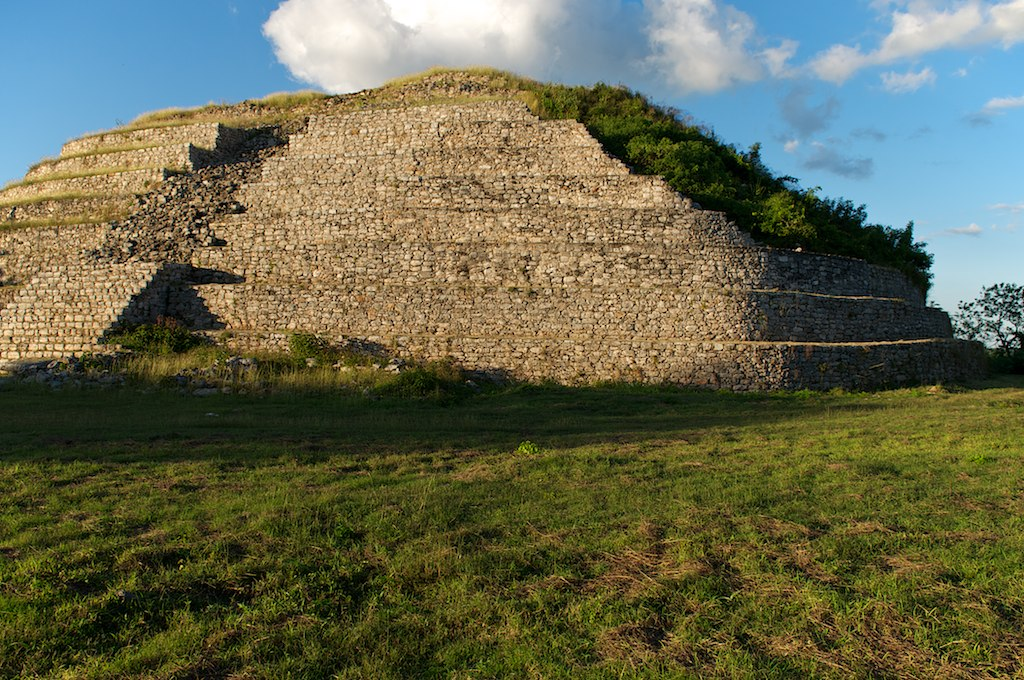
Otra vista de la pirámide de Kinich Kakmó.
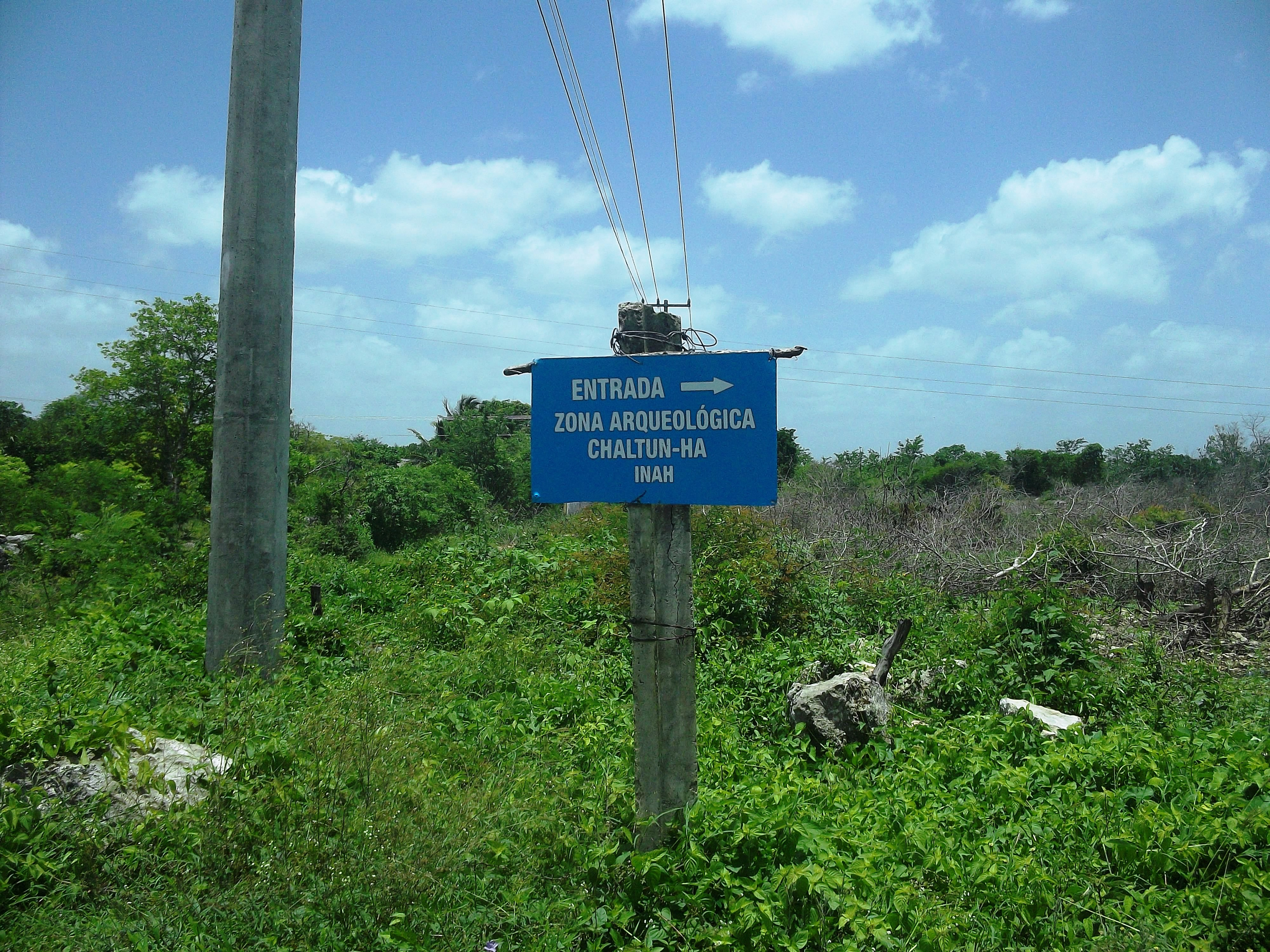
Ruinas de Chaltún-Há.